# Stadio Artemio Franchi (Siena)
Het Stadio Artemio Franchi is een voetbalstadion in Siena, dat plaats biedt aan 14.708 toeschouwers. De bespeler van het stadion is AC Siena.
Het stadion is vernoemd naar Artemio Franchi, een voormalig voorzitter van de Italiaanse voetbalbond. Naar hem is ook het stadion van aartsrivaal ACF Fiorentina vernoemd. In de zomer van 2007 werd de naam veranderd. AC Siena ging akkoord om de naam te veranderen naar Stadio Artemio Franchi – Montepaschi Arena, om de naam van de hoofdsponsor, Monte dei Paschi di Siena, terug te kunnen laten komen in de naam van het stadion.
In maart van het jaar 2011 maakte de club bekend dat er plannen zijn om een nieuw stadion te bouwen aan de zuidkant van de stad. Het nieuwe stadion, dat plaats moet bieden aan ongeveer 20.000 mensen, heeft een revolutionair design, wat zelfs prijzen opleverde.
Giuseppe Meazza (AC Milan/Inter Milan) ·
Olimpico (AS Roma/SS Lazio) ·
Atleti Azzuri (Atalanta Bergamo) ·
Renato Dall'Ara (Bologna) ·
Giovanni Zini (Cremonese) ·
Carlo Castellani (Empoli) ·
Artemio Franchi (Fiorentina) ·
Marcantonio Bentegodi (Hellas Verona) ·
Allianz Stadium (Juventus) ·
Via del Mare (Lecce) ·
Brianteo (Monza) ·
Diego Armando Maradona (Napoli) ·
Arechi (Salernitana) ·
Luigi Ferraris (Sampdoria) ·
Città del Tricolore (Sassuolo) ·
Alberto Picco (Spezia) ·
Olimpico di Torino (Torino) ·
Friuli (Udinese)
Cino e Lillo Del Duca (Ascoli) ·
San Nicola (Bari) ·
Ciro Vigorito (Benevento) ·
Mario Rigamonti (Brescia) ·
Unipol Domus (Cagliari) ·
Pier Cesare Tombolato (Cittadella) ·
Giuseppe Sinigaglia (Como) ·
San Vito-Gigi Marulla (Cosenza) ·
Benito Stirpe (Frosinone) ·
Luigi Ferraris (Genoa) ·
Alberto Braglia (Modena) ·
Renzo Barbera (Palermo) ·
Ennio Tardini (Parma) ·
Renato Curi (Perugia) ·
Garibaldi-Romeo Anconetani (Pisa) ·
Oreste Granillo (Reggina) · 
Paolo Mazza (SPAL) ·
Druso (Südtirol) ·
Libero Liberati (Ternana) ·
Pierluigi Penzo (Venezia)